# نعنای کوهی (سرده)
نعناکوهی (نام علمی: Pycnanthemum) نام یک سرده از تیره نعنائیان است.